# Черчен (повіт)
38°08′17″ пн. ш. 85°31′43″ сх. д. / 38.13797° пн. ш. 85.52874° сх. д.
Черчен або Цємо ((кит.: 且末县; ; Піньінь: Qiěmò; уйгурська: چەرچەن / Çerçen) — повіт у Сіньцзяні у складі Баянгол-Монгольської автономної префектури.
Має площу 138,645 км². За переписом 2002 року населення становило 60 000 осіб. Річка Черчендар'я біля міста замерзає від двох до трьох місяців взимку. Від підніжжя гір до оази річка має перебіг приблизно 4000 футів.
Через місто проходить Північно-Куньлунське шосе.